# Fordia johorensis
Fordia johorensis är en ärtväxtart som beskrevs av Timothy Charles Whitmore. Fordia johorensis ingår i släktet Fordia och familjen ärtväxter. Inga underarter finns listade i Catalogue of Life.